# 27 أكتوبر
- السبت
- الأحد
- الاثنين
- الثلاثاء
- الأربعاء
- الخميس
- الجمعة

- 275 ربيع الآخر 1447  هـ
- 286 ربيع الآخر 1447  هـ
- 297 ربيع الآخر 1447  هـ
- 308 ربيع الآخر 1447  هـ
- 19 ربيع الآخر 1447  هـ
- 210 ربيع الآخر 1447  هـ
- 311 ربيع الآخر 1447  هـ
- 412 ربيع الآخر 1447  هـ
- 513 ربيع الآخر 1447  هـ
- 614 ربيع الآخر 1447  هـ
- 715 ربيع الآخر 1447  هـ
- 816 ربيع الآخر 1447  هـ
- 917 ربيع الآخر 1447  هـ
- 1018 ربيع الآخر 1447  هـ
- 1119 ربيع الآخر 1447  هـ
- 1220 ربيع الآخر 1447  هـ
- 1321 ربيع الآخر 1447  هـ
- 1422 ربيع الآخر 1447  هـ
- 1523 ربيع الآخر 1447  هـ
- 1624 ربيع الآخر 1447  هـ
- 1725 ربيع الآخر 1447  هـ
- 1826 ربيع الآخر 1447  هـ
- 1927 ربيع الآخر 1447  هـ
- 2028 ربيع الآخر 1447  هـ
- 2129 ربيع الآخر 1447  هـ
- 2230 ربيع الآخر 1447  هـ
- 231 جمادى الأولى 1447  هـ
- 242 جمادى الأولى 1447  هـ
- 253 جمادى الأولى 1447  هـ
- 264 جمادى الأولى 1447  هـ
- 275 جمادى الأولى 1447  هـ
- 286 جمادى الأولى 1447  هـ
- 297 جمادى الأولى 1447  هـ
- 308 جمادى الأولى 1447  هـ
- 319 جمادى الأولى 1447  هـ

27 أكتوبر أو 27 تشرين الأوَّل أو يوم 27 \ 10 (اليوم السابع والعشرين من الشهر العاشر) هو اليوم الثلاثمائة (300) من السنة، أو الأوَّل بعد الثلاثمائة (301) في السنوات الكبيسة، وفقًا للتقويم الميلادي الغربي (الغريغوري). يبقى بعده 65 يومًا على انتهاء السنة.

## أحداث
- 1913 – حاكم الكويت الشيخ مبارك الصباح يمنح بريطانيا امتياز استخراج البترول.
- 1920 – إنشاء حكومة عبد الرحمن الكيلاني النقيب.
- 1951 - إلغاء اتفاقية الحكم الثنائي المصري / الإنجليزي للسودان.
- 1960 - نهاية أزمة الصواريخ الكوبية بعد أن اتفق الرئيسان جون كينيدي ونيكيتا خروتشوف على إزالة الصواريخ من كوبا شريطة عدم غزو الولايات المتحدة لها، والتخلص من الصواريخ البالستية الموجوده في تركيا.
- 1961 - قوات سورية تقوم بنسف إذاعة سرية مؤيدة لمصر ومعارضة لحكومة الانفصال تبث من داخل الأراضي اللبنانية قرب قرية حلوة الحدودية.
- 1962 - لجنة الدستور في المجلس التأسيسي الكويتي تعقد آخر جلساتها برئاسة رئيس المجلس عبد اللطيف محمد الغانم وترفع مشروع الدستور إلى المجلس لمناقشته وإقراره.
- 1990 - العماد ميشال عون رئيس الحكومة العسكرية في لبنان وقائد القوات المتمردة يعلن استسلامه، وبذلك انتهت الحرب الأهلية اللبنانية بعد 15 سنة من اندلاعها.
- 1991 -
  - تركمانستان تحصل على استقلالها عن الاتحاد السوفيتي.
  - إجراء أول إنتخابات ديمقراطية في بولندا.
- 1994 - وصول الرئيس الأميركي بيل كلينتون إلى دمشق في أول زيارة لرئيس أميركي إلى سوريا منذ تلك التي قام بها ريتشارد نيكسون عام 1974.
- 1998 - انتخاب غيرهارد شرودر مستشارًا لألمانيا.
- 2005 - اندلاع أعمال شغب في باريس وذلك بعد موت اثنين من المسلمين الأفارقة.
- 2010 - الشيخ سعود بن صقر القاسمي يتولى حكم إمارة رأس الخيمة في الإمارات العربية المتحدة بعد وفاة الشيخ صقر بن محمد القاسمي، وولي عهد الإمارة السابق الشيخ خالد بن صقر القاسمي يعلن في رسالة فيديو عبر الإنترنت إنه هو حاكم الإمارة الجديد وذلك بصفته النجل الأكبر للحاكم السابق.
- 2011 - ملك السعودية عبد الله بن عبد العزيز آل سعود يعين الأمير نايف بن عبد العزيز آل سعود وليًا للعهد ونائبًا لرئيس مجلس الوزراء خلفًا لولي العهد السابق الأمير سلطان بن عبد العزيز آل سعود.
- 2013 - سائق سيارات السباق الألماني سباستيان فيتل يفوز ببطولة العالم لسباقات الفورمولا واحد موسم 2013 للمرة الرابعة على التوالي.
- 2016 - فوز ناشطتي حقوق الإنسان اليزيديتين نادية مراد ولمياء حجي بشار بجائزة سخاروف لحرية الفكر.
- 2017 - كتالونيا تعلن الانفصال عن إسبانيا من جانب واحد كجمهورية مستقلة.
- 2018 -
  - رجل الأعمال التايلندي ومالك نادي ليستر سيتي فيشاي سريفادانابرابها يلقى حتفه في حادثة سقوطٍ لمروحيته على ملعب كينغ باور.
  - حادثة إطلاق نار في كنيس بمدينة بيتسبرغ بولاية بنسلفانيا الأمريكية تؤدي إلى مقتل 11 شخصاً وإصابة ستة آخرين.
- 2019 - الرئيس الأمريكي دونالد ترامب يعلن مقتل أبي بكر البغدادي زعيم تنظيم الدولة الإسلامية (داعش) في عملية خاصة للقوات الأمريكية في ريف إدلب الشمالي في شمال غرب سوريا.
- 2020 - إعصار مولاف يضرب فيتنام بعد الفلبين مخلفًا عشرات القتلى والمفقودين، بالإضافة إلى الخسائر المادية.

## مواليد
- 1728 - جيمس كوك، بحار ومستكشف إنجليزي.
- 1842 - جيوفاني جوليتي، رئيس وزراء إيطاليا.
- 1844 - كلاس بونتس ارنولدسون، سياسي وصحفي سويدي حاصل على جائزة نوبل للسلام عام 1908.
- 1858 - ثيودور روزفلت، رئيس الولايات المتحدة حاصل على جائزة نوبل للسلام عام 1906.
- 1920 - ك. ر. نارايانان، رئيس الهند.
- 1922 - كارلوس أندريس بيريز، رئيس فنزويلا ال56 وال59.
- 1923 - لولا صدقي، ممثلة مصرية.
- 1925 - وارن كريستوفر، وزير خارجية الولايات المتحدة.
- 1930 - عمران بحر، ممثل مصري.
- 1931 - نوال السعداوي، كاتبة مصرية.
- 1936 - عايدة عبد العزيز، ممثلة مصرية.
- 1945 - لويس إيناسيو لولا دا سيلفا، رئيس البرازيل.
- 1952 - روبيرتو بينيني، ممثل إيطالي.
- 1957 - غلين هودل، لاعب ومدرب كرة قدم إنجليزي.
- 1963 -
  - نادية مصطفى، مغنية مصرية.
  - مارلا مابلز، ممثلة أمريكية.
  - جونيتشي كانيمارو، ممثل أداء صوتي ياباني.
- 1971 -
  - إليسا، مغنية لبنانية.
  - خورخي سوتو، لاعب كرة قدم بيروفي.
- 1974 - أيمن حلاوة، مجاهد فلسطيني، قائد كتائب القسام في نابلس، ومهندسها الثالث.
- 1975 - فواز اللعبون شاعر، وناقد وأكاديمي ومؤثر اجتماعي.
- 1976 - أحمد التهامي، ممثل مصري.
- 1977 - ييري ياروشيك، لاعب كرة قدم تشيكي.
- 1978 - سوزان سكاف، ممثلة سورية.
- 1983 -
  - كيفانتش تاتليتوغ، عارض أزياء وممثل تركي.
  - يعقوب الطاهر، لاعب كرة قدم كويتي.
- 1986
  - ماتي باتيسون، لاعب كرة قدم جنوب أفريقي.
  - رعد عويسات، سباح فلسطيني
- 1992 - ستيفان الشعراوي، لاعب كرة قدم إيطالي.

## وفيات
- 939 - الملك أثيلستان، ملك إنجلترا.
- 1096 - عبد الملك بن سراج، عالم مسلم ولغوي أندلسي.
- 1331 - أبو الفداء، ملك حماة.
- 1505 - القيصر إيفان الثالث، قيصر روسيا القيصرية.
- 1968 - ليزه مايتنر، عالمة فيزياء سويدية.
- 1974 - ناصر بن سعود بن عبد العزيز آل سعود، أحد أبناء الملك سعود.
- 1980 - جون فان فليك، عالم فيزياء أمريكي حاصل على جائزة نوبل في الفيزياء عام 1977.
- 1992 - ديفيد بوم، عالم فيزياء أمريكي.
- 2010 -
  - الشيخ صقر بن محمد القاسمي، حاكم إمارة رأس الخيمة.
  - نيستور كيرشنير، رئيس الأرجنتين.
- 2016 - شعيب الأرناؤوط، عالم محدث محقق سوري.
- 2018 - فيشاي سريفادانابرابها، ملياردير ورجل أعمال تايلندي ومالك نادي ليستر سيتي.

## أعياد ومناسبات
- عيد الاستقلال في تركمانستان.
- عيد العلم في اليونان.

## وصلات خارجية
- وكالة الأنباء القطريَّة: حدث في مثل هذا اليوم
- النيويورك تايمز: حدث في مثل هذا اليوم.
- BBC: حدث في مثل هذا اليوم.